# Mersad Selimbegović
Mersad Selimbegović (Rogatica, 29 april 1982) is een Bosnisch voetbalcoach en voormalig voetballer.

## Spelerscarrière
Selimbegović maakte in 2006 de overstap van de Bosnische eersteklasser FK Željezničar Sarajevo naar SSV Jahn Regensburg, dat toen net gedegradeerd was naar de Oberliga, het toenmalige vierde niveau in Duitsland. In zijn debuutseizoen dwong Selimbegović met zijn club een onmiddellijke terugkeer naar de Regionalliga Süd af. Van 2008 tot 2012 speelde hij met de club in de nagelnieuwe 3. Liga.  Selimbegović bleef in die periode niet gespaard van blessureleed: het seizoen 2011/12, waarin Regensburg promotie naar de 2. Bundesliga afdwong, miste hij volledig door spierproblemen, nadat hij ook al een groot deel van het seizoen 2010/11 had gemist. Selimbegović stopte in 2012 met voetballen.

## Trainerscarrière
Selimbegović bleef na zijn spelersafscheid aan de slag bij SSV Jahn Regensburg, waar hij de assistent van Ilija Džepina werd bij het tweede elftal van de club. Dat bleef hij vier seizoenen lang doen, alvorens in het seizoen 2016/17 het U19-elftal van de club te coachen. In de zomer van 2017 werd hij dan weer de assistent van Achim Beierlorzer bij het eerste elftal. Van 2016 tot 2019 was hij ook werkzaam als coördinator van de jeugdopleiding van Jahn Regensburg.
Toen Beierlorzer in 2019 overstapte naar 1. FC Köln, voglde Selimbegović hem op als hoofdtrainer van Jahn Regensburg. Regensburg, dat onder Beierlorzer respectievelijk vijfde en achtste was geëindigd in de 2. Bundesliga, eindigde in de eerste drie seizoenen met Selimbegović respectievelijk twaalfde, veertiende en vijftiende. In het seizoen 2022/23 kwam de club voor het eerst sinds Selimbegović aantrad als hoofdtrainer in acuut degradatiegevaar, waarop Jahn Regensburg op 9 mei 2023 aankondigde dat Selimbegović niet langer trainer van de club was. De club degradeerde op het einde van het seizoen naar de 3. Liga.
In december 2023 verbond Selimbegović zijn lot aan FC Hansa Rostock, dat op dat moment tegen de degradatie vocht in de 2. Bundesliga. De Bosniër slaagde er niet in om de club te behoeden voor de degradatie, waardoor zijn tot medio 2025 lopende contract na afloop van het seizoen automatisch verbroken werd.
In juli 2024 ging Selimbegović aan de slag als hoofdtrainer van KAS Eupen, dat een kleine drie maanden eerder uit de Jupiler Pro League was gedegradeerd.
1 Moser ·
2 Van Genechten ·
3 Davidson ·
4 Baiye ·
7 Nuhu ·
8 Peeters ·
9 Prevljak ·
10 Charles-Cook ·
11 N'Dri ·
13 S. Keita ·
14 Deom ·
15 Magnée ·
17 Bitumazala ·
18 A. Keita ·
20 Magee ·
23 Christie-Davis ·
24 Wakaso ·
28 Paeshuyse ·
29 Alloh ·
30 Gorenc ·
33 Nurudeen ·
35 Lambert ·
47 Offermann ·
77 Oger ·
99 Roufosse ·
Coach: Still